# Alpinija
Alpinija (lat. Alpinia), biljni rod uglavnom vazdazelenih trajnica iz porodice Zingiberaceae smješten u tribus Alpinieae. Postoji preko 240 vrsta iz suptropske i tropske Azije i zapadnog Pacifika i istočnih dijelova Australije.
Vrste ovog roda uglavnom nemaju pravih stabljika, nego pseudostabljike koje se sastoje od preklapajućih ovojnica listova a rastu iz debelih rizoma. Obično narastu do 3 metra visine, a neke vrste doseže 8 metara (26 stopa). Listovi su kopljastog oblika do duguljasti. Cvat ima oblik klasja, metlice ili grozda. Cvijet ima plitko nazubljenu čašku koja je ponekad podijeljena na jednoj strani. Plod je zaobljena, suha ili mesnata kapsula. Biljke su općenito aromatične zbog svojih esencijalnih ulja.
Rod je dobio ime u čast talijanskog botaničara P. Alpina (1553 – 1616).

## Vrste
1. Alpinia abundiflora Burtt & R.M.Sm.
2. Alpinia acuminata R.M.Sm.
3. Alpinia adana C.K.Lim
4. Alpinia aenea B.L.Burtt & R.M.Sm.
5. Alpinia albipurpurea (P.Royen) R.M.Sm.
6. Alpinia amentacea R.M.Sm.
7. Alpinia apoensis Elmer
8. Alpinia aquatica (Retz.) Roscoe
9. Alpinia arctiflora (F.Muell.) Benth.
10. Alpinia arfakensis K.Schum.
11. Alpinia argentea (B.L.Burtt & R.M.Sm.) R.M.Sm.
12. Alpinia arundelliana (F.M.Bailey) K.Schum.
13. Alpinia asmy C.K.Lim
14. Alpinia assimilis Ridl.
15. Alpinia athroantha Valeton
16. Alpinia austrosinense (D.Fang) P.Zou & Y.S.Ye
17. Alpinia bambusifolia C.F.Liang & D.Fang
18. Alpinia beamanii R.M.Sm.
19. Alpinia biakensis R.M.Sm.
20. Alpinia bodenii R.M.Sm.
21. Alpinia boia Seem.
22. Alpinia boninsimensis Makino
23. Alpinia borraginoides K.Schum.
24. Alpinia brachyantha Merr.
25. Alpinia brevilabris C.Presl
26. Alpinia breviligulata (Gagnep.) Gagnep.
27. Alpinia brevis T.L.Wu & S.J.Chen
28. Alpinia caerulea (R.Br.) Benth.
29. Alpinia calcarata (Andrews) Roscoe
30. Alpinia calcicola Q.B.Nguyen & M.F.Newman
31. Alpinia calycodes K.Schum.
32. Alpinia capitellata Jack
33. Alpinia carinata Valeton
34. Alpinia carolinensis Koidz.
35. Alpinia celebica K.Schum.
36. Alpinia chaunocolea K.Schum.
37. Alpinia chinensis (Retz.) Roscoe
38. Alpinia chrysorachis K.Schum.
39. Alpinia coeruleoviridis K.Schum.
40. Alpinia conchigera Griff.
41. Alpinia condensata Valeton
42. Alpinia conferta B.L.Burtt & R.M.Sm.
43. Alpinia congesta Elmer
44. Alpinia conghuaensis J.P.Liao & T.L.Wu
45. Alpinia conglomerata R.M.Sm.
46. Alpinia copelandii Ridl.
47. Alpinia coriacea T.L.Wu & S.J.Chen
48. Alpinia coriandriodora D.Fang
49. Alpinia corneri (Holttum) R.M.Sm.
50. Alpinia cumingii K.Schum.
51. Alpinia cylindrocephala K.Schum.
52. Alpinia dasystachys Valeton
53. Alpinia dekockii Valeton
54. Alpinia densibracteata T.L.Wu & S.J.Chen
55. Alpinia densiflora K.Schum.
56. Alpinia denticulata (Ridl.) Holttum
57. Alpinia diffissa Roscoe
58. Alpinia divaricata Valeton
59. Alpinia diversifolia (Elmer) Elmer
60. Alpinia domatifera Valeton
61. Alpinia dyeri K.Schum.
62. Alpinia elegans (C.Presl) K.Schum.
63. Alpinia elmeri R.M.Sm.
64. Alpinia emaculata S.Q.Tong
65. Alpinia epiphytica Meekiong, Ipor & Tawan
66. Alpinia eremochlamys K.Schum.
67. Alpinia euastra K.Schum.
68. Alpinia eubractea K.Schum.
69. Alpinia fax B.L.Burtt & R.M.Sm.
70. Alpinia flabellata Ridl.
71. Alpinia flagellaris (Ridl.) Loes.
72. Alpinia formosana K.Schum.
73. Alpinia foxworthyi Ridl.
74. Alpinia fusiformis R.M.Sm.
75. Alpinia gagnepainii K.Schum.
76. Alpinia galanga (L.) Willd.
77. Alpinia gigantea Blume
78. Alpinia glabra Ridl.
79. Alpinia glabrescens Ridl.
80. Alpinia glacicaerulea R.M.Sm.
81. Alpinia globosa (Lour.) Horan.
82. Alpinia gracillima Valeton
83. Alpinia graminea Ridl.
84. Alpinia graminifolia D.Fang & G.Y.Lo
85. Alpinia guinanensis D.Fang & X.X.Chen
86. Alpinia haenkei C.Presl
87. Alpinia hagena R.M.Sm.
88. Alpinia hainanensis K.Schum.
89. Alpinia hansenii R.M.Sm.
90. Alpinia havilandii K.Schum.
91. Alpinia hibinoi Masam.
92. Alpinia himantoglossa Ridl.
93. Alpinia hirsuta (Lour.) Horan.
94. Alpinia horneana K.Schum.
95. Alpinia hulstijnii Valeton
96. Alpinia hylandii R.M.Sm.
97. Alpinia × ilanensis S.C.Liu & J.C.Wang
98. Alpinia illustris Ridl.
99. Alpinia inaequalis (Ridl.) Loes.
100. Alpinia intermedia Gagnep.
101. Alpinia janowskii Valeton
102. Alpinia japonica (Thunb.) Miq.
103. Alpinia javanica Blume
104. Alpinia jianganfeng T.L.Wu
105. Alpinia jingxiensis D.Fang
106. Alpinia juliformis (Ridl.) R.M.Sm.
107. Alpinia kawakamii Hayata
108. Alpinia kiungensis R.M.Sm.
109. Alpinia klossii (Ridl.) R.M.Sm.
110. Alpinia koidzumiana Kitam.
111. Alpinia koshunensis Hayata
112. Alpinia kusshakuensis Hayata
113. Alpinia kwangsiensis T.L.Wu & S.J.Chen
114. Alpinia latilabris Ridl.
115. Alpinia lauterbachii Valeton
116. Alpinia laxisecunda B.L.Burtt & R.M.Sm.
117. Alpinia leptostachya Valeton
118. Alpinia ligulata K.Schum.
119. Alpinia ludwigiana R.M.Sm.
120. Alpinia maclurei Merr.
121. Alpinia macrocephala K.Schum.
122. Alpinia macrocrista Ardiyani & Ardi
123. Alpinia macroscaphis K.Schum.
124. Alpinia macrostaminodia Chaveer. & Sudmoon
125. Alpinia macrostephana (Baker) Ridl.
126. Alpinia macroura K.Schum.
127. Alpinia malaccensis (Burm.f.) Roscoe
128. Alpinia manii Baker
129. Alpinia manostachys Valeton
130. Alpinia martini R.M.Sm.
131. Alpinia maxii R.M.Sm.
132. Alpinia melichroa K.Schum.
133. Alpinia menghaiensis S.Q.Tong & Y.M.Xia
134. Alpinia mesanthera Hayata
135. Alpinia microlophon Ridl.
136. Alpinia modesta F.Muell. ex K.Schum.
137. Alpinia mollis C.Presl
138. Alpinia mollissima Ridl.
139. Alpinia monopleura K.Schum.
140. Alpinia multispica (Ridl.) Loes.
141. Alpinia murdochii Ridl.
142. Alpinia musifolia Ridl.
143. Alpinia mutica Roxb.
144. Alpinia myriocratera K.Schum.
145. Alpinia nantoensis F.Y.Lu & Y.W.Kuo
146. Alpinia napoensis H.Dong & G.J.Xu
147. Alpinia newmanii N.S.Lý
148. Alpinia nidus-vespae A.Raynal & J.Raynal
149. Alpinia nieuwenhuizii Valeton
150. Alpinia nigra (Gaertn.) Burtt
151. Alpinia nobilis Ridl.
152. Alpinia novae-hiberniae B.L.Burtt & R.M.Sm.
153. Alpinia novae-pommeraniae K.Schum.
154. Alpinia nutans (L.) Roscoe
155. Alpinia oblongifolia Hayata
156. Alpinia oceanica Burkill
157. Alpinia odontonema K.Schum.
158. Alpinia officinarum Hance
159. Alpinia × okinawaensis Tawada
160. Alpinia oligantha Valeton
161. Alpinia orthostachys K.Schum.
162. Alpinia oui Y.H.Tseng & Chih C.Wang
163. Alpinia ovata Z.L.Zhao & L.S.Xu
164. Alpinia ovoidocarpa H.Dong & G.J.Xu
165. Alpinia oxymitra K.Schum.
166. Alpinia oxyphylla Miq.
167. Alpinia padacanca Valeton ex K.Heyne
168. Alpinia pahangensis Ridl.
169. Alpinia papuana Scheff.
170. Alpinia parksii (Gillespie) A.C.Sm.
171. Alpinia penduliflora Ridl.
172. Alpinia petiolata Baker
173. Alpinia pinnanensis T.L.Wu & S.J.Chen
174. Alpinia platychilus K.Schum.
175. Alpinia platylopha (Ridl.) Loes.
176. Alpinia polyantha D.Fang
177. Alpinia porphyrea R.M.Sm.
178. Alpinia porphyrocarpa Ridl.
179. Alpinia pricei Hayata
180. Alpinia psilogyna D.Fang
181. Alpinia ptychanthera K.Schum.
182. Alpinia pubiflora (Benth.) K.Schum.
183. Alpinia pulchella (K.Schum.) K.Schum.
184. Alpinia pulcherrima Ridl.
185. Alpinia pulchra (Warb.) K.Schum.
186. Alpinia pumila Hook.f.
187. Alpinia purpurata (Vieill.) K.Schum.
188. Alpinia pusilla Ardi & Ardiyani
189. Alpinia rafflesiana Wall. ex Baker
190. Alpinia regia K.Heyne ex R.M.Sm.
191. Alpinia rigida Ridl.
192. Alpinia romblonensis Elmer
193. Alpinia romburghiana Valeton
194. Alpinia rosacea Valeton
195. Alpinia rosea Elmer
196. Alpinia roxburghii Sweet
197. Alpinia rubricaulis K.Schum.
198. Alpinia rubromaculata S.Q.Tong
199. Alpinia rufa (C.Presl) Náves
200. Alpinia rufescens (Thwaites) K.Schum.
201. Alpinia rugosa S.J.Chen & Z.Y.Chen
202. Alpinia salomonensis B.L.Burtt & R.M.Sm.
203. Alpinia samoensis Reinecke
204. Alpinia sandsii R.M.Sm.
205. Alpinia scabra (Blume) Náves
206. Alpinia schultzei Lauterb. ex Valeton
207. Alpinia seimundii Ridl.
208. Alpinia sericiflora K.Schum.
209. Alpinia sessiliflora Kitam.
210. Alpinia shimadae Hayata
211. Alpinia siamensis K.Schum.
212. Alpinia sibuyanensis Elmer
213. Alpinia singuliflora R.M.Sm.
214. Alpinia smithiae M.Sabu & Mangaly
215. Alpinia stachyodes Hance
216. Alpinia stenobracteolata R.M.Sm.
217. Alpinia stenostachys K.Schum.
218. Alpinia strobilacea K.Schum.
219. Alpinia strobiliformis T.L.Wu & S.J.Chen
220. Alpinia subfusicarpa Elmer
221. Alpinia submutica K.Schum.
222. Alpinia subspicata Valeton
223. Alpinia subverticillata Valeton
224. Alpinia superba (Ridl.) Loes.
225. Alpinia suriana C.K.Lim
226. Alpinia tamacuensis R.M.Sm.
227. Alpinia tonkinensis Gagnep.
228. Alpinia tonrokuensis Hayata
229. Alpinia trachyascus K.Schum.
230. Alpinia tristachya (Ridl.) Loes.
231. Alpinia unilateralis B.L.Burtt & R.M.Sm.
232. Alpinia uraiensis Hayata
233. Alpinia valetoniana Loes.
234. Alpinia velutina Ridl.
235. Alpinia velveta R.M.Sm.
236. Alpinia versicolor K.Schum.
237. Alpinia vitellina (Lindl.) Ridl.
238. Alpinia vitiensis Seem.
239. Alpinia vittata W.Bull
240. Alpinia vulcanica Elmer
241. Alpinia warburgii K.Schum.
242. Alpinia wenzelii Merr.
243. Alpinia werneri Lauterb. ex Valeton
244. Alpinia womersleyi R.M.Sm.
245. Alpinia zerumbet (Pers.) B.L.Burtt & R.M.Sm.

## Sinonimi
- Albina Giseke
- Allagas Raf.
- Buekia Giseke
- Catimbium Juss.
- Cenolophon Blume
- Doxanthes Raf.
- Eriolopha Ridl.
- Galanga Noronha
- Guillainia Vieill.
- Hellenia Willd.
- Hellwigia Warb.
- Heritiera Retz.
- Kolowratia C.Presl
- Languas J.Koenig
- Martensia Giseke
- Monocystis Lindl.
- Odontychium K.Schum.
- Strobidia Miq.
- Tonemone C.K.Lim
- Zerumbet J.C.Wendl.

## Vanjske poveznice
|  | Zajednički poslužitelj ima još gradiva o temi Alpinia |
|  | Wikivrste imaju podatke o taksonu Alpinia             |